# آنوراگ
آنوراگ (به لاتین: Anurag) یک منطقهٔ مسکونی در بنگلادش است که در ناحیه جلوکاتی واقع شده‌است.